# Martin Breum
Martin Allan Kongstad Breum (født 27. maj 1959 i København) er en dansk journalist og studievært. 
Breum blev uddannet fra Danmarks Journalisthøjskole i 1982 og arbejdede derefter som freelancejournalist. Han var i 1986 med til at grundlægge månedsmagasinet PRESS. Han var desuden gennem fem år korrespondent i Afrika for Dagbladet Information og Norsk Telegrambyrå. I 1995 blev han politisk reporter på TV-avisens Christiansborg-redaktion og i 1997 blev tilknyttet TV-Avisens politiske redaktion. I 2001-2003 var han vicedirektør i International Media Support, der med økonomisk støtte fra den danske stat bistår medier i konfliktzoner som Afghanistan, Tjetjenien og Irak. 
Han blev i  august 2003 vært på DR2's nyhedsprogram Deadline og var fra januar 2008 tillige været vært på aktualitetsprogrammet DR2 Udland. Breum er fra 2011 tilbage som fast vært på Deadline 22:30.